# Бил Инглиш
Сајмон Вилијам „Бил” Инглиш (енгл. Simon William "Bill" English; Ламсден, Нови Зеланд, 30. децембар 1961) 39. је по реду и бивши премијер Новог Зеланда у свом првом мандату, изабран 2016. године. До избора за премијера био је министар финансија, у влади Џона Кија. Ушао је у политику након парламентарних избора 1990. године, као посланик за јединицу Волас (данас Клута-Саутленд) у парламенту Новог Зеланда. Налазио се на челу Националне странке такође од 2016. године, где је вршио званичну функцију лидера странке, до смене 27. фебруара 2018. године, када је на његово место дошао Сајмон Бриџиз. Функцију заменика премијера Новог Зеланда, као и функцију министра финансија, вршио је од 19. новембра 2008. до 12. децембра 2016. године. На место заменика премијера дошла је уместо њега, његова страначка колегиница Паула Бенет, која је дошла и на место заменика лидера Националне странке. Инглиш важи за конзервативца на новозеландској политичкој сцени. Пре политике Инглиш је био фармер и јавни службеник и дипломирао је трговину и књижевност.